# Efstratios Grivas
Efstratios „Stratos“ Grivas (griechisch Ευστράτιος «Στράτος» Γρίβας, * 30. März 1966 in Egio) ist ein griechischer Schachspieler.
Die griechische Meisterschaft konnte er zweimal gewinnen: 1983 und 1996. Er spielte für Griechenland bei acht Schacholympiaden: 1984 bis 1998. Außerdem nahm er an drei europäischen Mannschaftsmeisterschaften (1989 bis 1997) und siebenmal an den Schachbalkaniaden (1985 bis 1994) teil.
Im Jahre 1984 wurde ihm der Titel Internationaler Meister (IM) verliehen. Der Großmeister-Titel (GM) wurde ihm 1993 verliehen. Seit 2005 trägt er den Titel FIDE Senior Trainer. Als Schachtrainer hat Grivas zum Beispiel Alexander Ipatov trainiert.
| Die zur Anzeige dieser Grafik verwendete Erweiterung wurde dauerhaft deaktiviert. Wir arbeiten aktuell daran, diese und weitere betroffene Grafiken auf ein neues Format umzustellen. (Mehr dazu) |

## Veröffentlichungen
- A Complete Guide to the Grivas Sicilian. Gambit Publications, 2005. ISBN 978-1-904600-36-7.
- Beating the Fianchetto Defences. Gambit Publications, 2006. ISBN 978-1-904600-48-0.
- Chess College 1: Strategy. Gambit Publications, 2006. ISBN 978-1-904600-45-9.
- Chess College 2: Pawn Play. Gambit Publications, 2006. ISBN 978-1-904600-47-3.
- Chess College 3: Technique. Gambit Publications, 2006. ISBN 978-1-904600-57-2.
- Modern Chess Planning. Gambit Publications, 2007. ISBN 978-1-904600-68-8.
- Practical Endgame Play - mastering the basics. Everyman Chess, 2008. ISBN 978-1-85744-556-5.